# 2028 Janequeo
2028 Janequeo је астероид главног астероидног појаса чија средња удаљеност од Сунца износи 2,296 астрономских јединица (АЈ).
Апсолутна магнитуда астероида је 14,5.